# Wamba congener
Espèce
Synonymes
- Theridion atropunctatum Petrunkevitch, 1930
- Theridion brevipalpus Bryant, 1942
- Allodipoena dianae Bryant, 1947

Wamba congener est une espèce d'araignées aranéomorphes de la famille des Theridiidae.

## Distribution
Cette espèce se rencontre de la Floride aux États-Unis au Brésil,.

## Description
Les mâles décrits par Levi en 1957 mesurent de 1,2 à 1,8 mm et les femelles de 1,5 à 2,3 mm.

## Publication originale
- O. Pickard-Cambridge, 1896 : Arachnida. Araneida. Biologia Centrali-Americana, Zoology. London, vol. 1, p. 161-224 (texte intégral).